# Misumenops melloleitaoi
Misumenops melloleitaoi är en spindelart som beskrevs av Lucien Berland 1942. Misumenops melloleitaoi ingår i släktet Misumenops och familjen krabbspindlar. Inga underarter finns listade i Catalogue of Life.